# Вольск (Чечерский район)
Вольск (бел. Вольск) — упразднённый посёлок в Ровковичском сельсовете Чечерском районе Гомельской области Белоруссии.
В результате катастрофы на Чернобыльской АЭС и радиационного загрязнения жители (28 семей) в 1992 году переселены в чистые места.

## География

### Расположение
В 13 км на юго-запад от Чечерска, 42 км от железнодорожной станции Буда-Кошелёвская (на линии Гомель — Жлобин), 70 км от Гомеля.

## Транспортная сеть
Транспортные связи по просёлочной, затем автомобильной дороге Чечерск — Буда-Кошелёво. Планировка состоит из прямолинейной улицы, ориентированной с юго-запада на северо-восток и застроенной двусторонне деревянными домами усадебного типа.

## История
Основан в начале XX века переселенцами из соседних деревень. Наиболее активная застройка приходится на 1920-е годы. В 1926 году работал почтовый пункт, в Науховичском сельсовете Чечерского района Гомельского округа. В 1930 году организован колхоз «Красный пахарь», работала ветряная мельница. С 1931 до 1939 год центр Науховичского сельсовета Чечерского района, с 26 февраля 1938 года Гомельской области.7 жителей погибли на фронтах Великой Отечественной войны. Согласно переписи 1959 года входил в состав колхоза имени С. М. Кирова (центр — деревня Крутое).

## Население

### Численность
- 1992 год — жители (28 семей) переселены.

### Динамика
- 1926 год — 31 двор, 173 жителя.
- 1959 год — 165 жителей (согласно переписи).
- 1992 год — жители (28 семей) переселены.